# Домен, Огюст
Огюст Домен (фр. Auguste Daumain) — французский велогонщик, бронзовый призёр летних Олимпийских игр 1900.
На Играх 1900 года Домен принял участие в обоих соревнованиях по велоспорту — в гонках на спринте (на 2 км) и 25 км. Лучший его результат был в 25-км заезде. С результатом 29:36,2 он занял третье место, выиграв бронзовую медаль. В спринте лучшим результатом Домена был выход в четвертьфинал.